# ديفيد رايلي
ديفيد رايلي (بالإنجليزية: David Riley)‏ (8 ديسمبر 1960 في المملكة المتحدة - ) هو لاعب كرة قدم بريطاني في مركز الوسط. لعب مع بورت فايل ونادي بيتربورو يونايتد ونوتينغهام فورست ونادي كيترينغ تاون ونادي كينغز لين وMount Albert-Ponsonby ‏ ونادي بوسطن يونايتد ودارلينجتون إف سى.

## وصلات خارجية
- ديفيد رايلي على موقع قاعدة بيانات كرة القدم.إي يو (الإنجليزية)